# Miles O’Brien
Miles Edward O’Brien – postać fikcyjna, bohater seriali Star Trek: Następne pokolenie i Star Trek: Stacja kosmiczna. Na pokładzie Enterprise-D pełnił funkcję operatora transportera. Następnie objął stanowisko szefa operacyjnego na stacji Deep Space Nine. Po zakończeniu wojny z Dominium przyjął stanowisko profesora inżynierii w Akademii Gwiezdnej Floty na Ziemi. Ma żonę Keiko, córkę Molly i syna Kirayoshi.
Odtwórcą roli Milesa O’Briena jest Colm Meaney.